# Lemoncourt
Lemoncourt là một xã trong vùng hành chính Lothringen, thuộc tỉnh Moselle, quận Château-Salins, tổng Delme. Tọa độ địa lý của xã là 48° 52' vĩ độ bắc, 06° 23' kinh độ đông. Lemoncourt nằm trên độ cao trung bình là 265 m trên mực nước biển, có điểm thấp nhất là 215 m và điểm cao nhất là 292 m. Xã có diện tích 5,41 km², dân số vào thời điểm 1999 là 59 người; mật độ dân số là 10 người/km². Làng nằm về phía đông nam của Metz, thuộc Pháp từ năm 1661.

## Thông tin nhân khẩu
| 1962 | 1968 | 1975 | 1982 | 1990 | 1999 |
| ---- | ---- | ---- | ---- | ---- | ---- |
| 76   | 81   | 77   | 62   | 62   | 59   |